# 圣桑坦
圣桑坦（法語：Saint-Santin，法語發音：[sɛ̃ sɑ̃tɛ̃]）是法国阿韦龙省的一个市镇，属于鲁埃格自由城区。

## 地理
圣桑坦（44°38'56"N, 2°13'6"E）面积22.78 平方千米，位于法国奧克西塔尼大區阿韦龙省，该省份为法国南部内陆省份，位于法國中央高原南部，北起顺时针与康塔爾省、洛泽尔省、加尔省、埃罗省、塔恩省、塔恩-加龙省和洛特省接壤。
与圣桑坦接壤的市镇（或旧市镇、城区）包括：弗拉尼亚克、利维纳克莱奥、圣帕尔泰姆、蒙米拉、圣桑坦德莫尔斯、圣康斯坦-富尔努莱斯、皮卡佩勒、鲁埃格地区孔克。

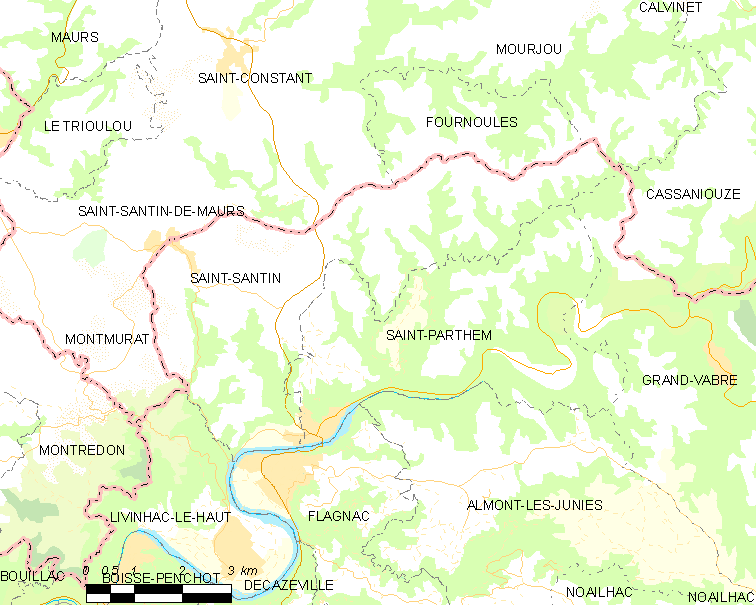
圣桑坦的OSM定位图

圣桑坦的时区为UTC+01:00、UTC+02:00（夏令时）。

## 行政
圣桑坦的邮政编码为12300，INSEE市镇编码为12246。

## 政治
圣桑坦所属的省级选区为洛特-杜尔杜县。

## 人口

1962-2008年间圣桑坦人口变化图示

圣桑坦于2022年1月1日时的人口数量为517人。